# Levende steden
Levende steden (Originele titel: Mortal Engines) is het eerste deel van de Levende steden-serie, geschreven door de Britse auteur Philip Reeve. Het boek is ook verschenen onder de titel Een moordend systeem (2003). De Engelse titel van de tetralogie is Mortal Engines Quartet.

## Bewerkingen

### Film
In 2009 toonde Peter Jackson, regisseur van de Lord of the Rings-trilogie, interesse voor het regisseren van de boekverfilmingen. Uiteindelijk produceerde hij de film Mortal Engines, die geregisseerd werd door Christian Rivers. De film is gebaseerd op de eerste roman Levende steden, naar een scenario van Fran Walsh, Philippa Boyens en Peter Jackson. De film ging op 27 november 2018 in première.